# 南巴克斯
南巴克斯（英語：South Bucks），英國英格蘭東南部區域白金漢郡的一個非都市區（地方第二級區政府），區議會所在地位於伯納姆。

## 概要
南巴克斯成立於1974年4月1日，合併了伯納姆、比肯斯菲爾德、部分比肯斯菲爾德郊區等地構成。

## 命名
南巴克斯區，原名稱為「肯斯菲爾德區」，在1980年由區議會通過決議後，更名南巴克斯，而非南"白金漢"區。

## 交通
鐵路交通有奇爾特恩主線和西部主幹線，在東南部有伯納姆機場。